# Genoa Cricket and Football Club Waterpolo 1920
Questa voce raccoglie le informazioni riguardanti il Genoa Cricket and Football Club Waterpolo nelle competizioni ufficiali della stagione 1920.

## Stagione
Nella stagione 1920 la squadra rossoblu non riuscì a centrare il suo quinto campionato consecutivo ma, riuscì a vincere il Torneo Preolimpico di Millesimo.

## Rosa
| N° |                   | Ruolo | Giocatore           |
| -- | ----------------- | ----- | ------------------- |
|    | Italia (bandiera) | P     | Enrico Pasteur      |
|    | Italia (bandiera) |       | Gianbattista Bafico |
|    | Italia (bandiera) |       | Ercole Boero        |
|    | Italia (bandiera) |       | Mario Boero         |

| N° |                   | Ruolo | Giocatore             |
| -- | ----------------- | ----- | --------------------- |
|    | Italia (bandiera) |       | Eugenio Dellacasa     |
|    | Italia (bandiera) |       | Nischio               |
|    | Italia (bandiera) |       | Luigi Achille Olivari |